# Liste des circonscriptions électorales du Hertfordshire
 (novembre 2017).

Le comté du Hertfordshire par rapport à l'Angleterre

Le comté du Hertfordshire est divisé en 11 Circonscription électorale.

## Chronologie
Ancienne circonscription

- Circonscription pour les élections générales de 2010

| Circonscription           | Année     | Année     | Année     | Année     | Année     | Année     | Année     | Année     | Année     | Année     | Année  |        |
| Circonscription           | 1290–1298 | 1298–1307 | 1307–1852 | 1852–1885 | 1885–1918 | 1918–1950 | 1950–1955 | 1955–1974 | 1974–1983 | 1983–1997 | 1997–* |        |
| ------------------------- | --------- | --------- | --------- | --------- | --------- | --------- | --------- | --------- | --------- | --------- | ------ | ------ |
| Hertfordshire             | 1290–1885 | 1290–1885 | 1290–1885 | 1290–1885 |           |           |           |           |           |           |        |        |
| Hertford                  |           | 1298–1974 | 1298–1974 | 1298–1974 | 1298–1974 | 1298–1974 | 1298–1974 | 1298–1974 |           |           |        |        |
| St Albans,                |           |           | 1307–1852 |           | 1885–*    | 1885–*    | 1885–*    | 1885–*    | 1885–*    | 1885–*    | 1885–* |        |
| Watford                   |           |           |           |           | 1885–*    | 1885–*    | 1885–*    | 1885–*    | 1885–*    | 1885–*    | 1885–* |        |
| Hitchin                   |           |           |           |           | 1885–1983 | 1885–1983 | 1885–1983 | 1885–1983 | 1885–1983 |           |        |        |
| Hemel Hempstead           |           |           |           |           |           | 1918–1983 | 1918–1983 | 1918–1983 | 1918–1983 |           | 1997–* |        |
| South West Hertfordshire, |           |           |           |           |           |           | 1950–*    | 1950–*    | 1950–*    | 1950–*    | 1950–* |        |
| East Hertfordshire        |           |           |           |           |           |           |           | 1955–1983 | 1955–1983 |           |        |        |
| Hertford and Stevenage    |           |           |           |           |           |           |           |           | 1974–1983 |           |        |        |
| South Hertfordshire       |           |           |           |           |           |           |           |           | 1974–1983 |           |        |        |
| Welwyn Hatfield           |           |           |           |           |           |           |           |           | 1974–*    | 1974–*    | 1974–* |        |
| North Hertfordshire       |           |           |           |           |           |           |           |           |           | 1983–1997 |        |        |
| West Hertfordshire        |           |           |           |           |           |           |           |           |           | 1983–1997 |        |        |
| Broxbourne                |           |           |           |           |           |           |           |           |           | 1983–*    | 1983–* |        |
| Hertford and Stortford    |           |           |           |           |           |           |           |           |           | 1983–*    | 1983–* |        |
| Hertsmere                 |           |           |           |           |           |           |           |           |           | 1983–*    | 1983–* |        |
| Hitchin and Harpenden     |           |           |           |           |           |           |           |           |           |           | 1997–* | 1997–* |
| Stevenage                 |           |           |           |           |           |           |           |           |           | 1983–*    | 1983–* |        |
| North East Hertfordshire  |           |           |           |           |           |           |           |           |           |           | 1997–* |        |

## Circonscriptions
- Conservateur
- Labour
- Liberal Democrat
- UKIP

| Nom                         | Électeur | Majorité | Member of Parliament | Member of Parliament | Opposition | Opposition       | Circonscriptions électorales, | Map |
| --------------------------- | -------- | -------- | -------------------- | -------------------- | ---------- | ---------------- | --- | --- |
| Broxbourne BC               | 72,944   | 16,723   |                      | Charles Walker†      |            | David Platt      | Broxbourne Borough Council: Broxbourne, Bury Green, Cheshunt Central, Cheshunt North, Flamstead End, Goffs Oak, Hoddesdon North, Hoddesdon Town, Rosedale, Rye Park, Theobalds, Waltham Cross, Wormley & Turnford. Welwyn Hatfield Borough Council: Northaw. | Une circonscription relativement petite dans la partie sud-est du comté. |
| Hemel Hempstead CC          | 74,694   | 14,203   |                      | Michael Penning†     |            | Tony Breslin     | Dacorum Borough Council: Adleyfield East, Adleyfield West, Apsley, Ashridge, Bennetts End, Boxmoor, Chaulden and Shrubhill, Corner Hall, Gadebridge, Grove Hill, Hemel Hempstead Central, Highfield and St Pauls, Kings Langley, Leverstock Green, Nash Mills, Warners End, Watling, Woodhall. | Une circonscription de taille moyenne. Il est légèrement au nord-ouest du centre du comté. |
| Hertford and Stortford CC   | 80,032   | 21,509   |                      | Mark Prisk†          |            | Katherine Chibah | East Hertfordshire District Council: Bishop’s Stortford All Saints, Bishop’s Stortford Central, Bishop’s Stortford Meads, Bishop’s Stortford Silverleys, Bishop’s Stortford South, Great Amwell, Hertford Bengeo, Hertford Castle, Hertford Heath, Hertford Kingsmead, Hertford Rural South, Hertford Sele, Hunsdon, Much Hadham, Sawbridgeworth, Stanstead Abbots, Ware Chadwell, Ware Christchurch, Ware St Mary’s, Ware Trinity.                      | Une circonscription de taille moyenne située à l'est du comté. |
| Hertsmere CC                | 72,528   | 18,461   |                      | Oliver Dowden†       |            | Richard Butler   | Hertsmere Borough Council: Aldenham East, Aldenham West, Borehamwood Brookmeadow, Borehamwood Cowley Hill, Borehamwood Hillside, Borehamwood Kenilworth, Bushey Heath, Bushey North, Bushey Park, Bushey St James, Elstree, Potters Bar Furzefield, Potters Bar, Oakmere, Potters Bar Parkfield, Shenley. | Une circonscription de taille petite à moyenne, située dans le sud du comté. |
| Hitchin and Harpenden CC    | 80,333   | 20,055   |                      | Peter Lilley†        |            | Rachel Burgin    | North Hertfordshire District Council: Cadwell Graveley & Wymondley, Hitchin Bearton, Hitchin Highbury, Hitchin Oughton, Hitchin Priory, Hitchin Walsworth, Hitchwood, Hoo, Kimpton, Offa. St Albans City Council: Harpenden East, Harpenden North, Harpenden South, Harpenden West, Redbourn, Sandridge, Wheathampstead. | Une circonscription assez vaste, s'étendant du centre du comté vers le nord. |
| North East Hertfordshire CC | 74,000   | 19,080   |                      | Oliver Heald†        |            | Andy Harrop¤     | East Hertfordshire District Council: Braughing, Buntingford, Hertford Rural North, Little Hadham, Mundens and Cottered, Puckeridge, Thundridge & Standon, Walkern, Watton-at-Stone. North Hertfordshire District Council: Arbury, Baldock East, Baldock Town, Ermine, Letchworth East, Letchworth Grange, Letchworth South East, Letchworth South West, Letchworth Wilbury, Royston Heath, Royston Meridian, Royston Palace, Weston and Sandon.          | La plus grande circonscription dans le comté, principalement situé dans le nord-est du comté. Ses parties les plus au nord sont considérablement plus au nord que les circonscriptions de l'ouest. |
| South West Hertfordshire CC | 79,668   | 23,263   |                      | David Gauke†         |            | Simon Diggins    | Dacorum Borough Council: Aldbury and Wigginton, Berkhamsted Castle, Berkhamsted East, Berkhamsted West, Bovingdon Flaunden & Chipperfield, Northchurch, Tring Central, Tring East, Tring West. Three Rivers District Council: Ashridge, Chorleywood East, Chorleywood West, Croxley Green, Croxley Green North, Croxley Green South, Hayling, Maple Cross & Mill End, Moor Park & Eastbury, Northwick, Penn, Rickmansworth, Rickmansworth West, Sarratt. | Une circonscription de taille moyenne. Il est long et mince, s'étendant du nord-ouest au sud-ouest du comté.                                                                                       |
| St Albans CC                | 75,825   | 12,732   |                      | Anne Main†           |            | Kerry Pollard    | St Albans City Council: Ashley, Batchwood, Clarence, Colney Heath, Cunningham, London Colney, Marshalswick North, Marshalswick South, Park Street, St Peters, St Stephen, Sopwell, Verulam. Three Rivers District Council: Bedmond & Primrose Hill. | Une circonscription de taille petite à moyenne, légèrement à l'ouest du centre du comté. Il est entièrement bordé par d'autres circonscriptions du comté.                                          |
| Stevenage CC                | 70,834   | 4,955    |                      | Stephen McPartland†  |            | Sharon Taylor‡   | East Hertfordshire District Council: Datchworth & Aston. North Hertfordshire District Council: Codicote, Knebworth. Stevenage Borough Council: Bandley Hill, Bedwell, Chells, Longmeadow, Manor, Martins Wood, Old Town, Pin Green, Roebuck, St Nicholas, Shephall, Symonds Green, Woodfield. | Une petite circonscription située légèrement au nord du centre du comté. Il est bordé exclusivement par d'autres circonscriptions du comté.                                                        |
| Watford BC                  | 85,535   | 9,794    |                      | Richard Harrington†  |            | Matthew Turmaine | Three Rivers District Council: Abbots Langley, Carpenders Park, Langleybury, Leavesden, Oxhey Hall. Watford Borough Council: Callowland, Central, Holywell, Leggatts, Meriden, Nascot, Oxhey, Park, Stanborough, Tudor, Vicarage, Woodside. | Une petite circonscription, au sud-ouest du centre du comté. |
| Welwyn Hatfield CC          | 73,264   | 12,153   |                      | Grant Shapps†        |            | Anawar Miah      | Welwyn Hatfield Borough Council: Brookmans Park and Little Heath, Haldens, Handside, Hatfield Central, Hatfield East, Hatfield North, Hatfield South, Hatfield West, Hollybush, Howlands, Panshanger, Peartree, Sherrards, Welham Green, Welwyn North, Welwyn South. | Une circonscription de taille moyenne au centre du comté. Il est entièrement délimité par d'autres circonscriptions du comté.                                                                      |

## Résultats
| 2005 | 2010 | 2015 |
| ---- | ---- | ---- |
|      |      |      |

## Changements pour l'élection générale de 2010
Dash (—) signifies qu'il n'y avait pas de changements.
| No. on map | Circonscriptions         | Wards added from 2005                             | Wards removed from 2005                | Pre-2010 limite                                       | Post-2010 limite |
| ---------- | ------------------------ | ------------------------------------------------- | -------------------------------------- | ----------------------------------------------------- | --- |
| 1          | Broxbourne               | —                                                 | —                                      | A map of a county, divided into eleven constituencies | The same map of a county. It is divided into eleven constituencies, some of which have slightly different boundaries. |
| 2          | Hemel Hempstead          | —                                                 | Bovingdon Flaunden & Chipperfield      | A map of a county, divided into eleven constituencies | The same map of a county. It is divided into eleven constituencies, some of which have slightly different boundaries. |
| 3          | Hertford and Stortford   | —                                                 | Hertford Rural South                   | A map of a county, divided into eleven constituencies | The same map of a county. It is divided into eleven constituencies, some of which have slightly different boundaries. |
| 4          | Hertsmere                | —                                                 | —                                      | A map of a county, divided into eleven constituencies | The same map of a county. It is divided into eleven constituencies, some of which have slightly different boundaries. |
| 5          | Hitchin and Harpenden    | Cadwell Graveley & Wymondley, Sandridge           | Letchworth Wilbury, Marshalswick North | A map of a county, divided into eleven constituencies | The same map of a county. It is divided into eleven constituencies, some of which have slightly different boundaries. |
| 6          | North East Hertfordshire | Hertford Rural South, Walkern, Letchworth Wilbury | Cadwell Graveley & Wymondley           | A map of a county, divided into eleven constituencies | The same map of a county. It is divided into eleven constituencies, some of which have slightly different boundaries. |
| 7          | South West Hertfordshire | Bovingdon Flaunden & Chipperfield                 | —                                      | A map of a county, divided into eleven constituencies | The same map of a county. It is divided into eleven constituencies, some of which have slightly different boundaries. |
| 8          | St Albans                | Marshalswick North, Bedmond & Primrose Hill       | Sandridge                              | A map of a county, divided into eleven constituencies | The same map of a county. It is divided into eleven constituencies, some of which have slightly different boundaries. |
| 9          | Stevenage                | —                                                 | Walkern                                | A map of a county, divided into eleven constituencies | The same map of a county. It is divided into eleven constituencies, some of which have slightly different boundaries. |
| 10         | Watford                  | —                                                 | Bedmond & Primrose Hill                | A map of a county, divided into eleven constituencies | The same map of a county. It is divided into eleven constituencies, some of which have slightly different boundaries. |
| 11         | Welwyn Hatfield          | —                                                 | —                                      | A map of a county, divided into eleven constituencies | The same map of a county. It is divided into eleven constituencies, some of which have slightly different boundaries. |